# THE ReACTION E.P.
「THE ReACTION E.P.」（ザ・リアクション イーピー）は、2008年4月23日に発売された、日本のオルガン器楽曲バンド、YOUR SONG IS GOODの2枚目のシングル。発売元はカクバリズム/NAYUTAWAVE RECORDS。

## 解説
本作は2ndアルバム「HOT!HOT!HOT!HOT!HOT!HOT!」リリース後、様々なバンドとの交流、ライブでのオーディエンスからの反響を受け、前身バンドであった「SCHOOL JACKETS」の時の勢いが復活。「YSIGロック化宣言」というキャッチフレーズのもとに、パンク路線にシフトした。タイトルは、A面である「A MAN FROM THE NEW TOWN」ではなく、EP方式を取り入れている。ReACTIONとは、さまざまなバンドやオーディエンスからの反響を受けての「反応」という意味である。
通常盤と初回限定盤がリリースされており、初回限定盤には、特典として2008年1月14日に行われた、「ユアソングイズグッドの超!お正月ツアー〜ワンマン〜」LIQUIDROOM公演のライブ映像を収録したDVDが付属している。
ジャケットのキャッチコピーは「東京発、カリブ海経由ロンドン行き?（やっぱり行ったことナシ） バック・トゥ・ベイシックなPUNK SPIRIT炸裂! これが最新型YSIG」

## 収録内容

### CD
1. A MAN FROM THE NEW TOWN
[Words&Music:サイトウジュン]（2:51）
「激!ダンスパンクスカチューン。」
サイトウの「いつか、ニュータウン育ちというのをテーマに、歌にしたい」という考えから作られたことから、サイトウの中学生〜高校生のころの経験が歌詞になっている。
ジャケットには歌詞についての注釈がつけられている。
ライブでは、サイトウが客席にダイブしながら歌うことが多く、骨折したこともある。
2. MOVE OR DIE
[Music:ヨシザワマサトモ]（3:00）
2ndアルバム「HOT!HOT!HOT!HOT!HOT!HOT!」までの比較的ゆったりした曲調から現在のパンク調に変わるきっかけとなった曲。
3. 10 INCH STOMP
[Music:ヨシザワマサトモ]（2:44）
ミニアルバム「COME ON」に収録されていた曲を現在のバンドに合わせて、パンクにリアレンジしたバージョン。
4. THE REACTION BABY
[Words&Music:ヨシザワマサトモ]（3:36）

### 初回限定盤DVD「THE LIVE FROM 超!お正月TOUR FINAL @EBISU LIQUIDROOM 2008.1.14」
1. SUPER SOUL MEETIN'
2. 6人は南を目指す
3. JUMP UP! SHIMBASHI! JUMP UP!
4. 10 INCH STOMP
5. あいつによろしく
6. ブガルー超特急
7. THE OUTRO
8. 超!予告編 10th Anniversary Special DVD Trailer
2009年5月13日にリリースされたDVD「PLAY ALL!!!!!! live,accident,history,idea We are YSIG 1998-2008」の予告編である。